# Friedrich Christoph von Möllendorff
Friedrich Christoph von Möllendorff (* 10. März 1680 in Hohengöhren; † 15. Mai 1747 ebenda) war ein preußischer Generalleutnant sowie Erbherr auf Hohengöhren und Wudicke.

## Leben

### Herkunft
Friedrich Christoph entstammt dem alten Adelsgeschlecht von Möllendorff aus der Altmark. Er war der Sohn des preußischen Deichhauptmanns Johann Friedrich von Möllendorff (* 12. Juni 1650; † 22. November 1704), Erbherr auf Hohengöhren, Wudicke, Schönfeld und Bolleben, und dessen Ehefrau Bertha Sophia Auguste, geborene von Bismarck (* 6. Dezember 1651; † 4. Juni 1711). Sein Bruder Johann Adolf von Möllendorff (1690–1758) schlug ebenfalls eine Militärkarriere ein und wurde preußischer Generalleutnant.

### Militärkarriere
Möllendorff wurde 1701 im Dragonerregiment „von Derfflinger“ der Preußischen Armee angestellt. Mit dem Regiment beteiligte er sich 1702/13 am Feldzug gegen Frankreich und stieg zum Rittmeister auf. Als Major nahm Möllendorff 1715 am Feldzug in Pommern teil, wurde 1717 Oberstleutnant und 1725 Oberst. Er kommandierte dann ab 24. Juni 1731 das Regiment zu Pferde „Graf Truchsess“ und wurde schließlich am 23. September 1734 durch König Friedrich Wilhelm I. zum Chef des Dragonerregiments „von Cosel“ ernannt. Am 21. Juli 1739 folgte seine Beförderung zum Generalmajor. 1741 rückte Möllendorff mit seinem Regiment nach Schlesien und erkrankte dort während des Winterquartiers. Der König stellte ihn daraufhin vom Dienst frei mit der Zusicherung, sein Regiment nicht anderweitig zu vergeben. Am 22. April 1743 wurde Möllendorf mit Patent vom 25. Februar 1742 noch zum Generalleutnant befördert.
Er war seit dem 18. Januar 1745 Ritter des Schwarzen Adlerordens und des Johanniterordens.

### Familie
Möllendorff hatte sich am 21. September 1723 mit Margarethe Elisabeth von Redern aus dem Hause Langen (* 1692; † 12. Mai 1773) verheiratet. Sie war die Tochter des brandenburgischen Majors Claus Dietrich von Redern († 1698) und dessen Ehefrau Maria Florentine von Hacke. Von den Kindern des von Möllendorff überlebte nur die Tochter Florentine Henriette Charlotte.